# Sotadej
Sotadej (łac. versus Sotadeus) czyli inaczej tetrametr joński brachykatalektyczny to iloczasowa miara wierszowa stosowana w starożytnej Grecji i Rzymie. Nazwa wiersza pochodzi od imienia greckiego poety z III wieku p.n.e., Sotadesa.
W literaturze rzymskiej sotadeje stosowali Plaut, Enniusz, Akcjusz, Marcjalis, Petroniusz.

## Budowa metryczna
Sotadej jest wierszem izochronicznym. Składa się z czterech joników a maiore, przy czym w ostatniej stopie zachodzi brachykataleksa. Całkowita długość wiersza wynosi 22 mory. Podstawowy schemat metryczny sotadeja jest następujący:
| 1. stopa                                                                           | 2. stopa                                                                | 3. stopa                                                                           | 4. stopa                            |
| ---------------------------------------------------------------------------------- | ----------------------------------------------------------------------- | ---------------------------------------------------------------------------------- | ----------------------------------- |
| akcentowana sylaba · akcentowana sylaba · krótka sylaba · krótka sylaba            | akcentowana sylaba · akcentowana sylaba · krótka sylaba · krótka sylaba | akcentowana sylaba · akcentowana sylaba · krótka sylaba · krótka sylaba            | akcentowana sylaba · anceps w arsie |
| krótka sylaba · krótka sylaba · akcentowana sylaba · krótka sylaba · krótka sylaba |                                                                         | akcentowana sylaba · krótka sylaba · akcentowana sylaba · krótka sylaba            |                                     |
|                                                                                    |                                                                         | akcentowana sylaba · krótka sylaba · krótka sylaba · krótka sylaba · krótka sylaba |                                     |

W praktyce spotyka się dużą różnorodność form, gdyż w poszczególnych stopach występuje anaklaza. Anaklaza w stopie trzeciej, polegająca na zamianie dwóch środkowych sylab w joniku (na postać ) powoduje, że sotadej staje się tetrametrem jońskim ditrocheicznym. Możliwe są też rozwiązania, czyli wymiany sylaby długiej na dwie krótkie, oraz ściągnięcia dwóch sąsiadujących krótkich w jedną długą. Te wariacje najsilniej występują u wcześniejszych poetów, z biegiem czasu sotadej stabilizuje się, liczba rozwiązań i ściągnięć ulega redukcji (u Marcjalisa czy Petroniusza nawet do zera), a anaklaza ogranicza się do stopy trzeciej.
pede tendite, | cursum addite, | convolate | planta (Petroniusz).
 |  |  | 
Jest tu rozwiązanie pierwszej tezy w stopie pierwszej i anaklaza w trzeciej.